# Idéologues
Gli idéologues (ideologi), nella Francia tra la fine del XVIII e l'inizio del XIX secolo, furono un eterogeneo gruppo di intellettuali - giuristi, matematici, filosofi, medici, tecnici e insegnanti - legati alla cultura illuminista, successori dei philosophes, che si posero come guida morale dei circoli culturali dopo la scomparsa, nel periodo 1755-1789, dei principali esponenti dell'illuminismo storico (Voltaire, Montesquieu, Diderot, Rousseau, d'Alembert, d'Holbach ecc., chiamati appunto philosophes).

## Quadro storico
Nel 1793, la Convenzione nazionale francese scioglie tutte le accademie e, due anni più tardi, il Direttorio istituisce un unico Istituto di Francia articolato in classi corrispondenti alle varie scienze.
Al suo interno erano intellettuali che perseguivano ideali politici miranti a un riformismo su base laica e anti-autoritaria e contrari, pertanto, al fanatismo e al dispotismo. Particolarità delle loro ricerche era l'analisi dei fenomeni mentali e sensoriali.
Ufficialmente la Société des idéologues nacque solo nel 1795 come un club di ispirazione materialista e antiteista, anche se già in precedenza aveva fatto sentire la sua influenza, accogliendo nel proprio ambito anche credenti anticlericali e favorevoli alla secolarizzazione.
Esponenti, in senso lato, del gruppo degli ideologi furono il conte Antoine-Louis-Claude Destutt de Tracy, Pierre Jean Georges Cabanis, Nicolas de Condorcet, Pierre-Louis Roederer, Constantin-François de Chassebœuf de Volney, Madame de Staël, Jean-Baptiste Say, Jean-Jacques Régis de Cambacérès, René-Louis de Girardin e l'abate Emmanuel Joseph Sieyès, quest'ultimo considerato, sebbene più moderato di Robespierre e Marat, il teorico della Rivoluzione francese.
Vi furono tra essi anche enciclopedisti che avevano collaborato con Diderot, molti dei quali aderirono alla Rivoluzione (alcuni vi perderanno la vita, come Condorcet, già enciclopedista) e al successivo regime napoleonico, spostandosi però sulle posizioni culturali del romanticismo e politicamente moderate. Sieyès in particolare, nonostante i suoi trascorsi rivoluzionari, fu gradito al Bonaparte che lo nominò conte dell'Impero.
Tra gli italiani che vivevano a Parigi, Giulia Beccaria (figlia di Cesare) e il suo giovane figlio Alessandro Manzoni frequentarono, nei primissimi anni del XIX secolo, i circoli culturali legati agli ideologi.

### Le critiche di Napoleone
Dopo il colpo di Stato del 18 brumaio di Bonaparte - che si farà incoronare imperatore cinque anni dopo, dando vita al Primo Impero francese - la situazione delle Accademie non muta.
Negli anni seguenti Bonaparte potenzia l'Istituto di Francia nei suoi rami tecnico-scientifici necessari allo sviluppo industriale francese, diffidando invece della filosofia, considerata fonte di divisioni e polemiche.
Nel 1801, Bonaparte proclama il cattolicesimo religione della maggioranza dei francesi, in accordo con papa Pio VII.
Nel 1802 istituisce la censura e il controllo sulla stampa.
Nel 1803 decide di chiudere la classe di scienze morali e politiche dell'Institut considerando inutili le astratte teorie degli ideologi per lo sviluppo civile ed economico della Francia.
Gli ideologi, tutti politicamente partecipi delle vicende rivoluzionarie, furono successivamente considerati da Napoleone Bonaparte, nel momento della sua ascesa al potere assoluto, dottrinari sostenitori di idee astratte, dediti a un'inutile e vuota speculazione.
Il significato originario del termine ideologia, usato per la prima volta da Antoine-Louis-Claude Destutt de Tracy come metodo del corretto ragionare, discorso razionale sulle idee, con Napoleone , che non aveva più bisogno di atteggiarsi a sostenitore delle idee illuministe di questi filosofi, progressisti atei e razionalisti, dei quali si era servito agli inizi della sua carriera politica, assunse, in un suo discorso del 1812, un significato del tutto negativo:

## Il pensiero

### La fisiologia della "spiritualità" dell'uomo
Questi filosofi erano soliti riunirsi nel salotto di Madame Helvetius prendendo a modello delle loro teorie il pensiero di Claude-Adrien Helvétius e di Condillac, che forniva loro la base di una gnoseologia sensista applicata alla ricerca della formazione delle idee (da qui il nome che essi si danno di ideologi) e ai più diversi campi della morale e della politica.
Gli ideologi abbandonano le teorie dei philosophes, della generazione illuministica precedente la loro, giudicandole dei romans, dei romanzi, delle fantasticherie non comprovate dall'esperienza e dal buon senso.
La concretezza è il loro principio ispiratore, che li porta ad identificare nella fisiologia quanto fino ad allora era stato considerato patrimonio della spiritualità.
Essi pensano che la stessa struttura fisica dell'uomo e le alterazioni che può avere, patologiche o meno, possano modificare il "morale", com'essi dicono, cioè le passioni, l'intelligenza, il carattere ecc.
Queste loro teorie, originate da un materialismo di base, essi stessi non pretendono però che abbiano un carattere di validità generale ma le ritengono sostenibili sempre nell'ambito di particolari e specifici aspetti.
La loro non vuol essere una teoria universale dell'uomo ma l'analisi empirica di alcuni suoi aspetti particolari.

### Il metodo statistico
Altro campo d'indagine degli ideologues è quello riguardante la società nei suoi aspetti relativi al suo sviluppo, alle sue modifiche, ai suoi fenomeni statisticamente osservati nelle loro ricorrenze.
Condorcet per primo analizzerà i fenomeni sociali secondo un'impostazione matematica ottenendone leggi di tendenza, aspetti di probabilità sulla importanza di certi fenomeni e sulla ripetitività di altri.
Il metodo statistico matematico viene esteso all'economia politica, con studi approfonditi sui processi di industrializzazione in Francia, alla medicina, alla morale e alla politica.
Gli ideologi rifiutano ogni considerazione metafisica e ritengono che il metodo scientifico, che ha già dimostrato la sua validità nel campo dei fenomeni naturali, sia anche il migliore per l'analisi delle scienze sociali e degli aspetti dell'uomo e per conseguire, non solo una conoscenza basata sui fatti ma anche una previsione certa e un dominio dei fenomeni umani sottraendoli definitivamente alle declamazioni e descrizioni retoriche e alla incertezza propria dei philosophes.

### La morale
Nell'economia il teorico di riferimento per gli ideologi è Adam Smith, le cui teorie vengono estese anche alla morale, concepita utilitaristicamente in termini contrapposti di bene-male e volta al conseguimento del fine materiale della massima felicità della società. La politica è la capacità di mettere in atto questo obiettivo sulla base di quei presupposti.
Gli ideologi presenti nelle istituzioni culturali quali la "Società degli osservatori dell'uomo" e l'"Istituto di Francia" ritengono utili ai loro fini anche lo studio etnografico dei popoli, o attraverso lo studio di resoconti di viaggio o tramite indagini dirette condotte sul campo.